# رود تومن
رود تومِن (به کره‌ای: 두만강، به چینی ساده: 图们江، به چینی سنتی: 圖們江، پین یین: Tumen Jiang، وید جایلز: T’u-men Chiang، به روسی: Туманная река) رودی به طول ۵۲۱ کیلومتر در شرق آسیا است. این رودخانه مرز شمال شرقی کره شمالی با چین و روسیه را تشکیل می‌دهد و در پایان مسیر خود به دریای ژاپن می‌ریزد.

## مشخصات
رود تومن از کوه پیکتو که در چینی بای‌تو نامیده می‌شود و با ارتفاع ۲٬۷۵۰ متری خود بلندترین قلهٔ رشته‌کوه چانگ‌بای یا در کره‌ای چان‌بیک در امتداد مرز کره شمالی با چین را تشکیل می‌دهد سرچشمه می‌گیرد. این رود سپس با گذر از تنگ‌هایی باریک به سمت شرق و شمال شرقی جریان یافته و به هوریونگ و پس از آن در شمال به اونسونگ می‌رسد. این رود سپس با تغییر مسیر به سمت جنوب شرقی در پایان به دریای ژاپن (دریای شرق) می‌ریزد.
این رود که در طول مسیر خود از مناطق کوهستانی و استان‌های پوشیده از جنگل می‌گذرد ۵۲۱ کیلومتر درازا داشته و سومین رود بزرگ کره محسوب می‌شود. با وجود این تنها ۸۵ کیلومتر از مسیر رودخانه قابل کشتی‌رانی است. رود تومن همچنین دارای حوضهٔ آبخیزی به مساحت ۱۰٬۵۱۳ کیلومتر مربع است.
مناطق بسیاری در کرانه‌های رود تومن وجود دارد که در گذشته شاهد نبردهایی تاریخی بوده است.

## نگارخانه

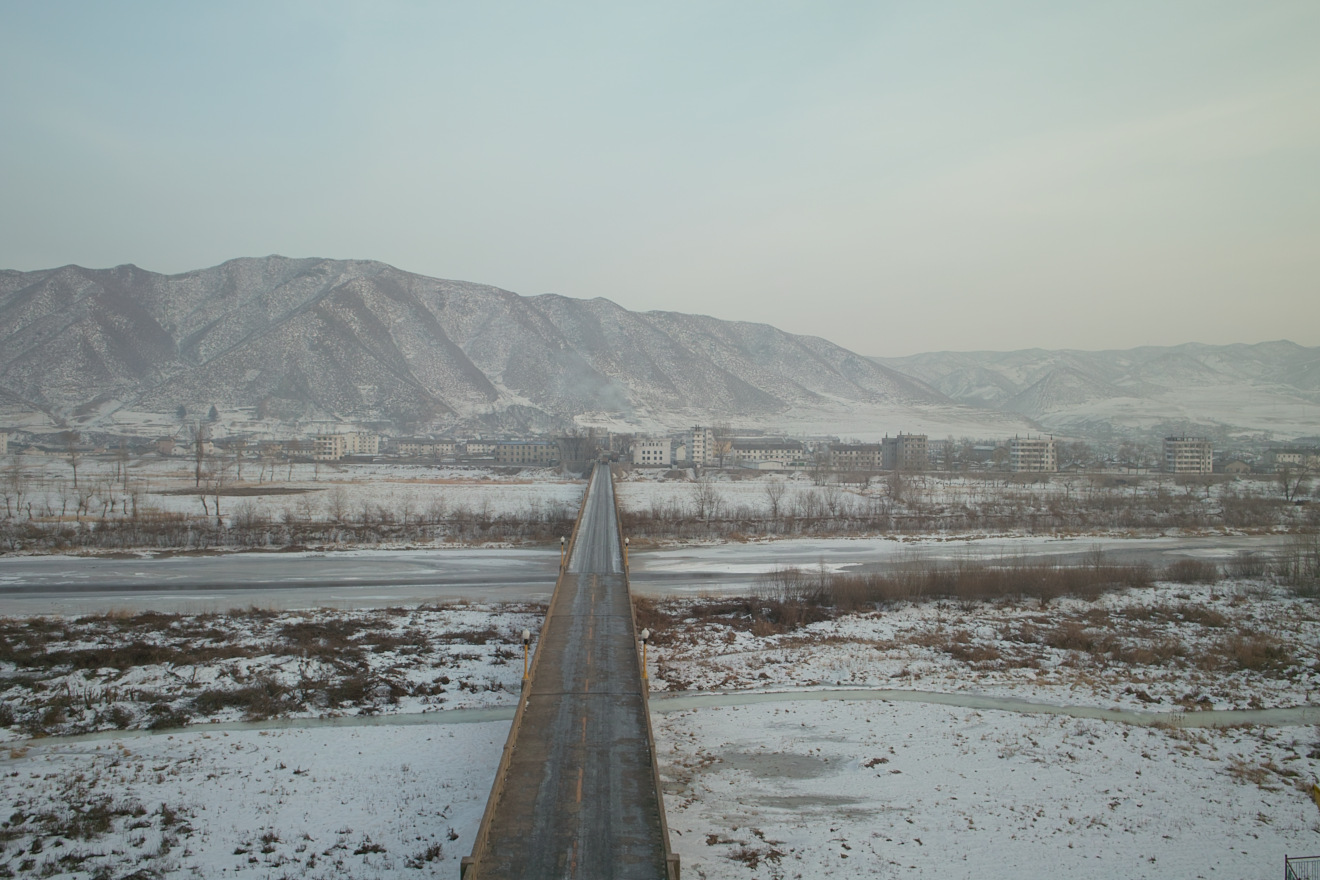
نمایی از پل تومن بر فراز رودخانه که کره شمالی را به چین متصل می‌کند. شهر نامیانگ (کره شمالی) در سوی دیگر پل دیده می‌شود.
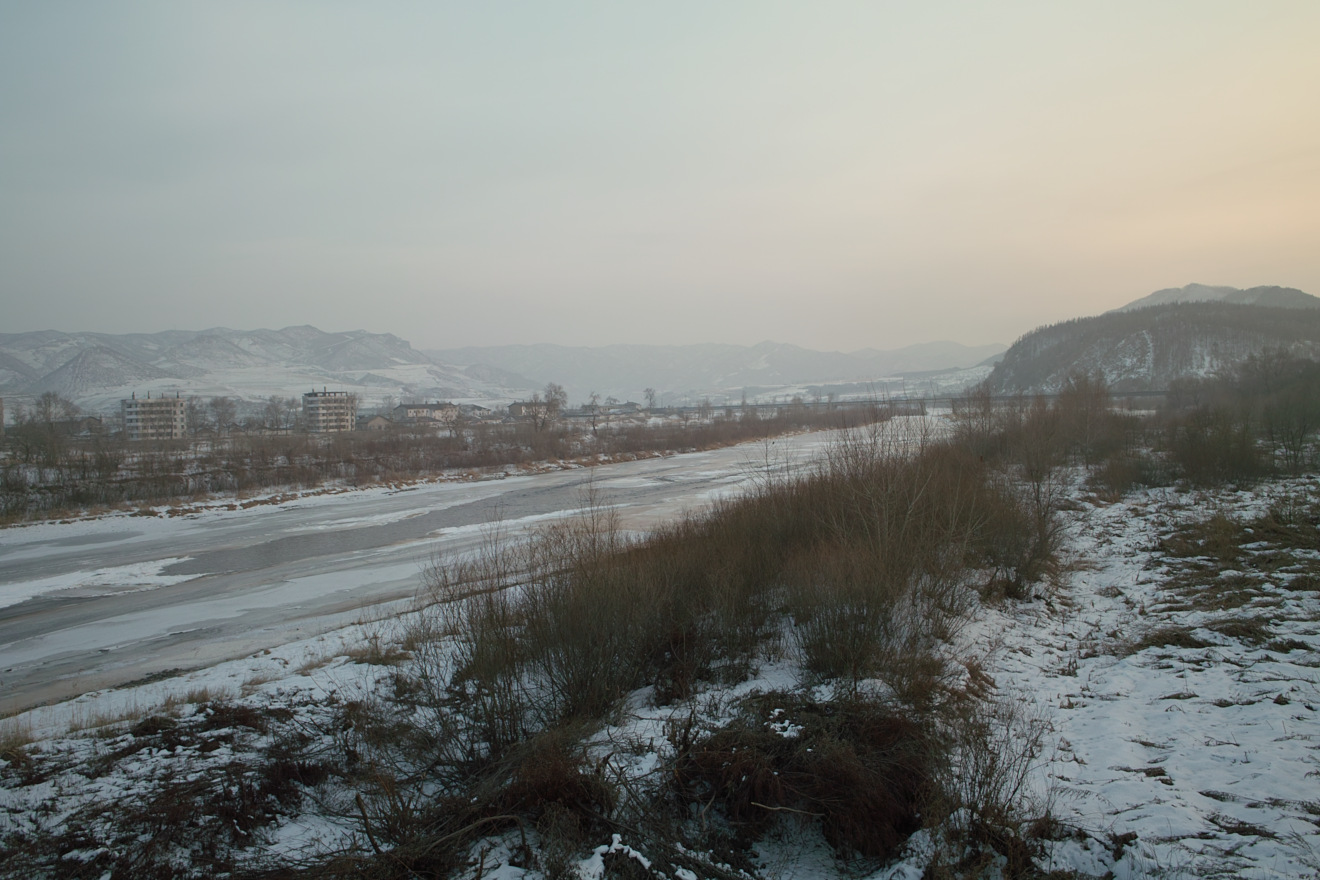
نمایی از رود تومن در مرز چین و کر شمالی در زمستان